# Dorian Gandin
Dorian Gandin (ur. 13 stycznia 1991 w Ajaccio) – francuski pływak, specjalizujący się głównie w stylu grzbietowym. Mistrz Europy na krótkim basenie z Chartres w sztafecie 4 x 50 m stylem zmiennym (wystartował tylko w eliminacjach) oraz brązowy medalista mistrzostw Europy z Debreczyna na 50 m grzbietem.